# 鹏程食品
北京顺鑫农业股份有限公司鹏程食品分公司，簡稱鹏程食品分公司，以及鹏程食品（英語：Pengcheng Food Company），在1959年由當時顺义县批发零售部設立屠宰加工企業，現時為北京顺鑫农业股份有限公司旗下，該公司前身為「北京市顺义县肉类联合加工厂」，以「鵬程」作為主要品牌。
現時總經理楊文科，業務在中國內地經營种猪繁育、生猪养殖、屠宰加工、肉制品深加工及物流配送。總部位於北京市顺义区南法信镇府前街北法信段42号。

## 連結
- SXPengcheng.com